# Agrivoltaïque
L'agrivoltaïque (agrivoltaïsme ou agri-photovoltaïsme) est un système photovoltaïque étagé, surmontant des cultures, des pâtures, ou des parcours extérieurs accessibles aux animaux, associant donc une production d'électricité photovoltaïque et une production agricole au-dessous des panneaux. La coexistence de panneaux solaires et de cultures implique un partage de la lumière entre ces deux types de production. Plusieurs cultures peuvent bénéficier de ce procédé, notamment la production de fruits, de même que certains élevages (volaille, ovins…). L'INRA a montré en France que dans certains contextes l'ombre apportée par le panneau peut doubler la croissance de l'herbe, au profit de petits herbivores.
Né vers 1981, l'agrivoltaïsme a été massivement mis en œuvre au Japon à partir de 2004 et se développe depuis en Asie et en Europe.

## Histoire et concepts de l'agrivoltaïque
En 1981, Adolf Goetzberger (en) et Armin Zastrow semblent avoir été les premiers à formaliser l'idée d'une cohabitation entre une production d'électricité photovoltaïque et une production agricole pour améliorer une productivité globale,. 
Ils cherchaient à résoudre le problème de la compétition pour l'usage des sols et de la lumière entre la production d'énergie et la production agricole. Dans le développement d'un végétal, la « saturation photosynthétique » désigne le seuil à partir duquel une augmentation de l'intensité lumineuse n'a plus d'effet sur la photosynthèse. En 2004 au Japon, Akira Nagashima est le premier à valoriser l’excès d'intensité lumineuse non-utile pour la photosynthèse avec des panneaux solaires, sans préjudice pour les cultures. 
Le terme agrivoltaïque (parfois orthographié agrivoltaique ou remplacé par des termes proches tels que : agrivoltaïsme, agrivoltaisme, agriphotovoltaïque, agriphotovoltaïsme, ou même agrovoltaïque) a été utilisé pour la première fois dans une publication en 2011. Le concept est connu sous plusieurs dénominations dans le monde: « agrophotovoltaïque » en Allemagne,, « agrovoltaïque » en Italie,, « solar sharing » au Japon,, « agri-PV » en Chine, « Agrinergie » par la société Akuo Energy,. Par extension, des installations comme des serres agricoles équipées de panneaux solaires, aussi appelées serres photovoltaïques, peuvent aussi être considérées comme des systèmes agrivoltaïques,. Dans certains contexte (sols arides proches de la mer, ou sols en voie de salinisation), l'électricité produite peut être utilisée in situ pour pomper de l'eau, la traiter, voire pour désaliniser de l'eau d'irrigation, tout en contribuant à décarboner l'agriculture.
Les contraintes et bénéfices de l'agrivoltaïsme sur la production agricole varient selon le pays et le contexte pédoclimatique, la taille de l'installation et la disponibilité d'une connexion au réseau électrique, la législation, le type de culture et les objectifs du dispositif agrivoltaïque (optimisation du volume de production agricole, de la qualité des produits agricoles, de la production d'électricité…).

## L'agrivoltaïque dans le monde

### En Asie
Le Japon a été le précurseur du développement de l'agrivoltaïque en plein champ dans le monde depuis 2004. Entre 2004 et 2017, plus de mille centrales agrivoltaïques en plein champ ont été développées au Japon.

#### Au Japon
En 2004 au Japon, Akira Nagashima développe une structure démontable qu'il teste sur plusieurs cultures en plein champ. Depuis, de nombreux projets en plein champ ont été installés au Japon avec un grand nombre de cultures (agrumes, arachides, aubergines, concombres, choux, riz, vignes, champignons…) ou de l'élevage. Les structures démontables permettent aux agriculteurs de retirer ou de déplacer les installations en fonction des rotations des cultures et de leurs besoins. Des centrales de plus en plus importantes pouvant atteindre des puissances de plusieurs MW sont développées depuis 2004 avec des structures pérennes et des systèmes dynamiques,,. Ainsi, une centrale de 35 MW, installée sur 54 ha de cultures en plein champ, a été mise en service en 2017. Le taux d'ombrage de cette centrale atteint 50 %, une valeur supérieure aux 30 % d'ombrage utilisé habituellement sur les centrales agrivoltaïques japonaises. Les agriculteurs cultivent, entre autres, du ginseng , de l'ashitaba (en) et de la coriandre. Prochainement, l'île d'Ukujima devrait accueillir une centrale solaire de 480 MW dont une partie sera agrivoltaïque. Le projet est à l'étude depuis 2013 et les différents partenaires ont signé un accord pour un début de construction en 2019.
Pour avoir l'autorisation d'exploiter des panneaux solaires au-dessus des cultures, la législation japonaise impose que les agriculteurs maintiennent au moins 80 % de la production agricole.

#### En Chine
En 2016, l'entreprise italienne REM TEC a construit une centrale agrovoltaïque de 0,5 MWc dans le xian de Jinzhai (province de l'Anhui). Les entreprises chinoises ont développé plusieurs GW de centrales solaires combinant agriculture et production d'énergie solaire, soit des serres photovoltaïques soit des installations en plein champ. Par exemple en août 2016, la société Panda Green Energy a installé des panneaux solaires au-dessus de vignes à Turpan dans la région autonome ouighoure du Xinjiang. La centrale de 0,2 MW a été reliée au réseau. Le projet a été audité en octobre 2017 et l’entreprise a reçu l'autorisation pour déployer son système dans tout le pays. Des projets de plusieurs de dizaines de MW ont été déployés en plein champ. Par exemple, en 2016, dans la province de Jiangxi, une centrale agrivoltaïque de 70 MW a été installée sur des cultures agricoles et forestières.
Depuis trente ans, le groupe Elion tente de lutter contre la désertification dans la région de Kubuqi. Parmi les techniques utilisées, des systèmes agrivoltaïques ont été installés pour protéger les cultures et produire de l'électricité. Concernant les équipements pour les zones désertiques, Wan You-Bao a déposé un brevet en 2007 sur un système d'ombrière pour protéger les cultures dans le désert. Les ombrières sont équipées de panneaux solaires.

#### En Corée du Sud
La Corée du Sud mène les premiers essais de centrales agrivoltaïques en s'inspirant de l'exemple japonais depuis 2017. L'agrivoltaïque est une des solutions étudiées pour augmenter la part d'énergies renouvelables dans le mix énergétique de la Corée (l'objectif est d'atteindre 20 % d'énergies renouvelables en 2030 contre 5 % en 2017). 

#### En Inde
Des projets pour des sites isolés sont étudiés par l'Amity University à Noida dans le nord de l'Inde. Une étude publiée en 2017 s'intéresse au potentiel de l'agrivoltaïque pour des vignes en inde. Les systèmes agrivoltaïques étudiés dans cet article sont constitués de panneaux solaires intercalés entre les cultures pour limiter l'ombrage sur les plantes. Cette étude suggère que les systèmes agrivoltaïques peuvent augmenter de manière significative les revenus des agriculteurs indiens.

#### En Malaisie
L'Universiti Putra Malaysia, spécialisée en agronomie, a lancé des expérimentations en 2015 sur des plantations de Orthosiphon stamineus (en) (Java tea). Il s'agit d'une structure fixe installée sur une surface d'expérimentation d'environ 0,4 ha. 

#### Au Vietnam
Fraunhofer ISE a déployé leur système agrivoltaïque dans une ferme de crevettes située à Bac Liêu dans le delta du Mékong. D'après cet institut, les résultats de leur projet pilote indiquent que la consommation d'eau a été réduite jusqu'à 75%. Leur système offrirait d'autres avantages comme de l'ombrage pour les travailleurs ainsi qu'une température d'eau plus basse et stable permettant une meilleure croissance des crevettes. 

### En Afrique

#### La Réunion
À La Réunion des cultures en voie de disparition cohabitent avec des panneaux solaires dans plusieurs communes de l'île. 

### En Europe
En Europe au début des années 2000, des serres photovoltaïques font leur apparition. Une partie du toit des serres est remplacée par des panneaux solaires. En Autriche puis en Italie, des systèmes agrivoltaïques en plein champ font leur apparition à partir de 2007, suivis par la France et l'Allemagne. 

#### En Autriche
En 2004, Günter Czaloun propose un système de panneaux solaires mobiles suspendus et actionnés par des câbles. Le premier prototype est construit dans le sud Tyrol en 2007 sur une surface de 0,1 ha. Les panneaux sont surélevés à plus de cinq mètres du sol. Un nouveau système a été présenté à la conférence Intersolar 2017 à Munich. Par rapport aux autres systèmes agrivoltaïques en plein champ, cette technologie est potentiellement moins chère car elle nécessite moins d'acier.

#### En Italie

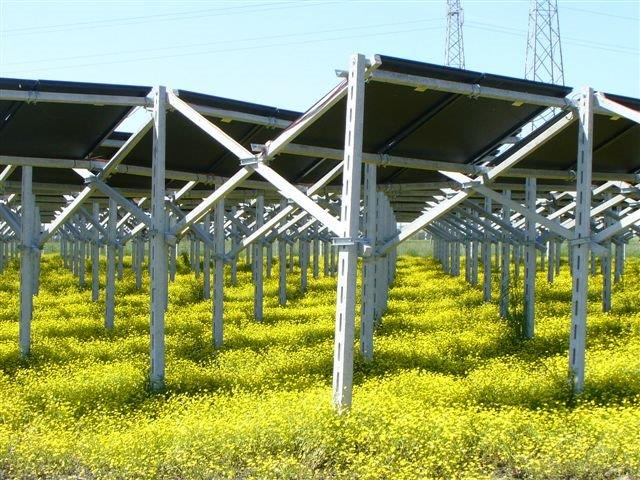
Agrovoltaisme en Italie (2010).

En 2009 et 2011, des vignobles ont été équipés d'un système agrivoltaïque avec des panneaux fixes. Les expérimentations ont montré une légère baisse de rendement et des vendanges tardives,. Une publication (2022) a conclu, pour la culture du cultivar Corvina en Vénétie, à « une baisse limitée » de la productivité, et à une diminution de 1 à 2 °C des pics de l'air et du sol, et à une moindre transpiration de la vigne, limitant son stress en période de canicule.
En 2009, l'entreprise italienne REM TEC développe un système de tracking solaire sur deux axes pour orienter les panneaux solaires. En 2011 et 2012, REM TEC a construit plusieurs MW de centrales agrivoltaïques en plein champ,,. Ce sont les premières centrales agrivoltaïques en plein champ en Europe. Les panneaux solaires sont situés à cinq mètres au-dessus du sol pour laisser passer les engins agricoles. Le taux d'occupation des panneaux solaires est inférieur à 15 % pour ne pas défavoriser les cultures. Ils sont les premiers à proposer des systèmes de filets de protections automatisés, intégrés à la structure porteuse. REM TEC conçoit également des systèmes de panneaux solaires mobiles installés au-dessus d'une serre agricole et intégrés à la structure de la serre. Le contrôle de la position des panneaux permettrait d'optimiser le micro-climat de la serre.

#### En France
Selon Antoine Nogier, président de la société Sun'Agri et de la fédération France Agrivoltaïsme, « depuis deux ans, des dizaines de milliers de projets ont germé sur des centaines de milliers d'hectares ». Il estime que l'agrivoltaïsme devrait représenter au moins 60 % de l'objectif gouvernemental de 100 GW de production d'origine solaire en 2050, en occupant moins de 1 % de la surface agricole utile. Mais la Commission de régulation de l'énergie n'a retenu que 55 projets entre 2017 et 2020. En dehors de ce cadre subventionné par des prix d'achat garantis, l'Ademe évalue à quelques dizaines les réalisations effectives. L'article 11 de la loi sur l'accélération des énergies renouvelables de 2023 encadre cette pratique pour ne pas nuire à l'activité agricole, prioritaire sur la production électrique.
En 2024, la Fédération française des producteurs agrivoltaïques (FFPA) estime qu'un un millier de projets sont en cours d'instruction ; à terme, 135 000 hectares, soit environ 0,5 % de la surface agricole utile française, pourraient être concernés. Une soixantaine d'acteurs, pour la plupart des PME, se concurrencent sur ce secteur, qui a toutefois entamé sa consolidation : fin 2023, TotalEnergies a acquis Ombrea, un acteur historique du secteur, installé à Aix-en-Provence ; Eiffage a fait de même avec le groupe Sun'R, propriétaire de Sun Agri ; EDF Renouvelables est entré au capital de la société bordelaise Green Lighthouse Développement (GLHD).

##### Réglementation
En décembre 2023, un décret fixe les règles qui doivent permettre l'essor de l'agrivoltaïsme, après de longs débats entre les producteurs solaires souhaitant maximiser la densité des panneaux pour baisser le coût de l'énergie et certaines fédérations agricoles réclamant de la limiter afin de privilégier l'objectif de la souveraineté alimentaire. Le décret limite à 40 % la densité maximale des panneaux solaires autorisée dans les installations agrivoltaïques. Un taux de densité supérieur pourra être autorisé ponctuellement pour des installations de petite taille et expérimentales très contrôlées. Ce niveau de densité correspond à la demande de l'association France Agrivoltaïsme qui rassemble des producteurs comme Engie, Valeco et Voltalia, mais aussi la FNSEA. Les jeunes agriculteurs et des producteurs d'énergie comme Sun'R plaidaient pour une limite de 20 % ou 25 % de densité. Des contrôles seront réalisés tous les trois ans afin de comparer les rendements agricoles sous les panneaux aux rendements moyens observés sur le même type de cultures, sans production d'énergie. Une chute de rendement de maximum 10 % sera autorisée sur les cultures combinant productions alimentaire et énergétique ; au-delà, des aménagements devront être réalisés. Les chambres départementales d'agriculture devront établir des listes de terres incultes disponibles pour des centrales photovoltaïques traditionnelles. Le gouvernement prévoit de porter les capacités de production nationales de 15,7 GWc à 75 GWc, voire à 100 GWc en 2035, ce qui consommerait seulement 0,2 % de la surface disponible selon le ministère de la Transition énergétique.

##### Acteurs

###### Serres photovoltaïques
Depuis le début des années 2000, plusieurs entreprises déploient des serres photovoltaïques sur le territoire français. Plusieurs types de serres ont été construits avec des architectures et des dispositions de panneaux solaires variées. Les concepteurs de serres photovoltaïques continuent d'innover pour améliorer à la fois la production agricole et la production électrique. Le concept d'Agrinergie développé par la société Akuo Energy depuis 2007 en est une des illustrations. Les premières centrales consistaient à intercaler cultures et rangées de panneaux solaires. En 2017, la société Tenergie a commencé le déploiement de serres photovoltaïques avec une architecture permettant de diffuser la lumière afin de réduire les contrastes entre les bandes de lumière et les bandes d'ombre créées par les panneaux solaires.

###### Installations en plein champ
Depuis 2009, l'INRA, l'IRSTEA et la société Sun'R travaillent sur le programme Sun'Agri, un programme de recherche,. Le projet a été récompensé par l'académie d'agriculture, il a été lauréat de l'appel à projet PIA « Industries et Agriculture Eco-efficientes » en 2017 et il a reçu la médaille d'or du salon SITEVI 2019et le SIVAL d'Or 2021. Un premier prototype installé en plein champ avec des panneaux fixes est construit en 2009 sur une surface de 0,1 ha à Montpellier. D'autres prototypes avec des panneaux mobiles sur un axe ont été construits en 2014 et 2017. L'objectif de ces études est de parvenir à contrôler le microclimat reçu par les plantes et de produire de l'électricité, en optimisant la position des panneaux solaires et en définissant comment le rayonnement est réparti entre les cultures et les panneaux solaires. La première centrale agrivoltaïque en plein champ de Sun'R est construite au printemps 2018 à Tresserre dans les Pyrénées-Orientales. Cette centrale a une puissance de 2,2 MWc installée sur 4,5 ha de vignes. Elle permettra d’évaluer, à grande échelle et en conditions réelles, les performances du système Sun'Agri sur des vignes. Les résultats de cette expérimentation permettront de développer des modèles de pilotage des panneaux solaires pour contrôler à chaque instant l’ombrage apporté aux vignes. D'autres centrales devraient être déployées sur différents types de productions (maraichage, arboriculture, viticulture). Cette première centrale agrivoltaïque a été inaugurée le 8 novembre 2018.
En 2016, la société Ombrea s'est spécialisée sur des ombrières agrivoltaïques[source insuffisante],. Après un premier prototype construit en 2017 à Aix-en-Provence, Ombrea a déployé son système sur un terrain de l'institut de recherche national sur l’horticulture Astredhor à Hyères, et a été récompensée en 2017 par le 1er prix des « Smartcity innovation awards ». L'entreprise est également lauréate du concours Med'Innovant 2017 et a présenté sa technologie au CES de Las Vegas en janvier 2018.
En septembre 2022, l'entreprise française TSE lance une solution d’ombrière agricole en hauteur, adaptée à toutes les grandes cultures, baptisée « canopée agricole ». La première installation est mise en service à Amance, en Haute-Saône.
En août 2024, le projet Terr'Arbouts reçoit l'autorisation de la préfecture des Landes. Ses 200 hectares de panneaux photovoltaïques répartis sur 700 hectares de culture en font l'un des plus importants projets agrivoltaïques de France. Il associe 35 agriculteurs partenaires avec Green Lighthouse Développement (GLHD), une Start-up créée en 2018 à Martillac (Gironde) pour développer des projets agrivoltaïques. La puissance installée atteint 450 MWc et la mise en service est prévue en 2028.
En février 2025, la Chambre d'agriculture de Saône-et-Loire s'engage aux côtés de ses partenaires (FDSEA , Jeunes agriculteurs, la SEM Énergies Renouvelables et le Sydesl, distributeur de l'électricité publique en Saône-et-Loire), à conseiller les collectivités, propriétaires de terrains et agriculteurs dans leurs projets agrivoltaïques. Deux projets importants sont déjà annoncés en Saône-et-Loire, en dehors de ce partenariat, dans le Charolais (16,4 MWc) et au pied du Morvan (71,8 MWc).

##### Modèles économiques

###### Appels d'offres de la commission de régulation de l'énergie
L’État français a chargé la Commission de régulation de l'énergie (CRE) d'organiser des appels d’offres pour réguler la production d’énergie renouvelable bénéficiant du soutien de l’État. La CRE rédige le cahier des charges des appels d'offres puis elle analyse les offres et propose un classement. De nombreuses serres photovoltaïques ont été développées grâce à ces appels d'offres. De même, la centrale agrivoltaïque de Tresserre a bénéficié du troisième appel d’offres lancé en 2014 et portant sur la réalisation et l’exploitation de centrales solaires au sol, sur ombrières de parking et sur grandes toitures.
La ministre de l’Environnement, Ségolène Royal, a lancé un appel d’offres sur les technologies solaires innovantes le 14 mars 2017. Il est segmenté en plusieurs familles dont une famille « agrivoltaïque » et en trois périodes de candidature successives. Les dates limites de dépôt des offres s’étalent du 2 octobre 2017 au 30 septembre 2019, pour une puissance cumulée appelée totale de 210 MW dont 45 MW pour la famille « agrivoltaïque ». Les résultats de la première période ont été annoncés le 8 février 2018. Les sociétés Akuo Energy, Tenergie et Voltalia se sont partagé les 15 MW attribués pour cette première période.
| Société     | Nom du projet                  | Puissance de l'installation (MWc) | Région                         |
| ----------- | ------------------------------ | --------------------------------- | ------------------------------ |
| Akuo Energy | Agrinergie de la Nesque        | 2                                 | Provence - Alpes - Côte d'Azur |
| Akuo Energy | Agrinergie de Sainte Marthe    | 1,1                               | Centre - Val de Loire          |
| Tenergie    | CASSAL1248                     | 1,449                             | Provence - Alpes - Côte d'Azur |
| Tenergie    | MARELN2648                     | 0,939                             | Occitanie                      |
| Tenergie    | MARELN2649                     | 1,477                             | Occitanie                      |
| Tenergie    | OBOALI1210                     | 2,312                             | Auvergne Rhône-Alpes           |
| Tenergie    | OURPEX782                      | 2,53                              | Occitanie                      |
| Tenergie    | PASFEL1296                     | 0,5                               | Occitanie                      |
| Voltalia    | Champ agrivoltaïque du Cabanon | 2,996                             | Provence - Alpes - Côte d'Azur |
| Total       |                                | 15,303                            |                                |

Les lauréats de la deuxième période de l'appel d'offres portant sur la réalisation et l’exploitation d’installations de production d’électricité innovantes à partir de l’énergie solaire ont été annoncés le 1er avril 2020. La puissance cumulée allouée totale pour la famille Agrivoltaïsme est de 43,6 MWc sur les 80 MWc ouverts. Voltalia est le seul développeur à être lauréat sur les deux appels d'offres avec un taux de succès de 100 %. Les développeurs lauréats de la deuxième période sont par ordre décroissant de puissance allouée: Sun'R (33 MWc), Voltalia (3 MWc), Altergie (2,5 MWc), Total (1,5 MWc). Deux autres projets ont également été lauréats mais les développeurs ne sont pas identifiés.
| Société                         | Nom du projet                | Puissance de l'installation (MWc) | Région                     |
| ------------------------------- | ---------------------------- | --------------------------------- | -------------------------- |
| Sun'Agri                        | P1115                        | 3,00                              | Auvergne-Rhône-Alpes       |
| Lacampagnotte énergie verte     | Lacampagnotte-Denguin-04     | 3,00                              | Nouvelle-Aquitaine         |
| Sun'Agri                        | P1139A                       | 3,00                              | Occitanie                  |
| Sun'Agri                        | P1139B                       | 3,00                              | Occitanie                  |
| Sun'Agri                        | P1123                        | 3,00                              | Occitanie                  |
| Sun'Agri                        | P1090                        | 3,00                              | Occitanie                  |
| Sun'Agri                        | P1124                        | 3,00                              | Provence-Alpes-Côte d'Azur |
| Champ agrivoltaïque de Salon    | Champ agrivoltaïque de Salon | 3,00                              | Provence-Alpes-Côte d'Azur |
| Sun'Agri                        | P1139C                       | 2,90                              | Occitanie                  |
| Treillesol SAS                  | Treilles                     | 2,54                              | Occitanie                  |
| Sun'Agri                        | EPV33                        | 1,99                              | Occitanie                  |
| Sun'Agri                        | P1083                        | 1,93                              | Auvergne-Rhône-Alpes       |
| Sun'Agri                        | PD0044                       | 1,92                              | Occitanie                  |
| Générale du solaire et Sun’Agri | P1087                        | 1,86                              | Occitanie                  |
| Sun'Agri                        | P1071                        | 1,84                              | Occitanie                  |
| Total Solart F                  | Leaf_74                      | 1,50                              | Auvergne-Rhône-Alpes       |
| Sun'Agri                        | P1127                        | 1,08                              | Provence-Alpes-Côte d'Azur |
| Sun'Agri                        | P1084                        | 0,85                              | Occitanie                  |
| Sun'Agri                        | P1072                        | 0,58                              | Occitanie                  |
| Alsapan                         | Alsapan – La Courtine 02     | 0,39                              | Nouvelle-Aquitaine         |
| Poitou energies citoyennes      | Ardesia                      | 0,19                              | Nouvelle-Aquitaine         |

###### Le système à trois acteurs
Dans ce modèle, le système agrivoltaïque, la fonction de protection des cultures, est le cœur d'un partenariat entre un agriculteur et un producteur photovoltaïque. Le troisième acteur, indépendant des deux premiers, pilote les panneaux, en fonction d'algorithmes, toujours en priorisant le profit pour les plantes, puis - subsidiairement- la production électrique. Cette prééminence agricole (sur la production électrique) est garantie par ce troisième acteur. Néanmoins, ce modèle nécessite d'être lauréat aux appels d'offres de la CRE pour obtenir un tarif d'achat de la production électrique (voir section précédente). 
En France, un tel modèle est proposé par la société Sun'Agri : des persiennes sont pilotées avec une priorité agricole, et l'électricité produite est considérée comme un bénéfice secondaire. Une société de projets assure l'investissement, et bénéficie en retour des revenus de la revente d'électricité, et l'agriculteur profite de l'ombre bénéfique quand elle est nécessaire. En France, de modèle nécessite d'être lauréat aux appels d'offres de la CRE pour obtenir un tarif d'achat de la production électrique.

###### Outil agricole
La société Ombrea propose ses ombrières agricole, sans panneaux solaires, destiné à moduler le rayonnement solaire incident pour protéger des pépinières ou cultures agricoles. L'intégration de panneaux solaires dans ces ombrières peut améliorer le retour sur investissement.

#### En Allemagne
En 2011, l'institut Fraunhofer ISE initie des projets (dénommés « agrophotovoltaïque »), dont le projet APV-Resola lancé en 2015 et devant se terminer en 2020. Un premier prototype de 194,4 kWc est construit en 2016 sur un terrain de 0,5 ha de la ferme coopérative Hofgemeinschaft Heggelbach à Herdwangen (Bade-Wurtemberg), construit par Hilber Solar (aujourd'hui AgroSolar Europe),. De telles structures devraient être rentables sans aide gouvernementale vers 2022.

#### Au Danemark
Le département d'agronomie de l'Université de Aarhus a lancé un projet agrivoltaïques sur des vergers (2014).

#### En Croatie
En 2017, la société Work-ing d.o.o a installé une centrale agrivoltaïque de 500 kW en plein champ dans le comitat de Virovitica-Podravina. Le volet agronomique y est pris en charge par l'Université de Osijek et l'école d'ingénieur agronome de Slatina. Une part de l'électricité alimente le système d'irrigation et le fonctionnement des engins agricoles. Dans un premier temps, des cultures adaptées à l'ombre y seront testées.

#### Aux Pays-Bas
En 2019, le développeur photovoltaïque Solarcentury a signé un accord pour la construction et la maintenance du plus grand parc agrivoltaïque d'Europe (24 ha de myrtilles).

### En Amérique

#### Aux États-Unis
Aux États-Unis, la société SolAgra coopère avec le département d'agronomie de l'Université de Californie à Davis. Une première centrale sur 0,4 ha est en cours de développement, avec une parcelle témoin de 2,8 ha. Luzerne, sorgho, laitue, épinards, betteraves, carottes, blettes, radis, pommes de terre, roquette, menthe, navets, chou frisé, persil, coriandre, haricots, pois, échalotes, moutarde y sont testées. Des projets pour des sites isolés sont également étudiés. Des systèmes expérimentaux sont suivis par plusieurs universités: le projet Biosphere 2 à l'Université de l'Arizona, le projet de l'école d'agriculture de Stockbridge (Université du Massachusetts à Amherst).

#### Au Chili
Trois systèmes agrivoltaïques de 13 kWc ont été construits au Chili en 2017, avec l'ide de la région Métropolitaine de Santiago, pour étudier les plantes pouvant le plus bénéficier de l'ombrage agrivoltaïque. L'électricité alimente ici des installations agricoles (nettoyage, emballage et stockage froid, incubateur pour des œufs…). L'un des systèmes est situé dans une région où l'alimentation électrique est souvent interrompue.

## Configuration des dispositifs agrivoltaïques
Les configurations agrivoltaïques possiles sont nombreuses. Goetzberger et Zastrow en ont étudié les conditions d'optimisation. Présentées au début des années 1980, ces travaux font encore référence  : 
- orientation des panneaux solaires au sud pour des panneaux fixes ou est-ouest pour des panneaux en rotation sur un axe ;
- espacement optimisé entre les panneaux solaires pour une transmission lumineuse suffisante aux cultures au sol ;
- surélévation de la structure porteuse des panneaux solaires pour homogénéiser les quantités de rayonnement au sol, et permettre l'usage agricole du sol.

Les installations expérimentales sont souvent dotées d'une zone agricole « témoin », exploitée dans les mêmes conditions que le dispositif agrivoltaïque, pour évaluer les effets du dispositif sur la productivité agricole.

### Panneaux solaires fixes au-dessus des cultures
L'approche la plus simple consiste à installer des panneaux solaires fixes sur des serres agricoles ou surélevés au-dessus des cultures ou pâturages, ou entre des cultures. L'installation est optimisée en modifiant la densité, inclinaison et l'orientation des panneaux, et éventuellement en profitant du relief. Au Japon, les structures sont souvent légères démontables et les panneaux solaires allégés et de petite taille, pour réduire la prise au vent et résister au séismes.

### Agrivoltaïque dynamique
Dans des configurations plus élaborées, les panneaux solaires sont mobiles et contrôlés pour optimiser leur positionnement afin de favoriser la production agricole. 
Les premiers dispositifs agrivoltaïques dynamiques ont été développés au Japon, avec alors des panneaux orientables manuellement par les agriculteurs qui les orientaient selon la saison ou le stade de développement des cultures, en jouant sur l'ombrage et la production électrique. Puis des systèmes plus élaborés ont suivi, avec par exemple, des cultures poussant sous des systèmes composés de tables (25 panneaux solaires) fixées sur un poteau central et orientables sur deux axes. 
En 2004, Günter Czaloun propose un système de panneaux solaires mobiles suspendus et actionnés par des câbles ; permettant d'orienter les panneaux plutôt pour privilégier la production électrique ou pour ombrer les cultures lorsque nécessaire. Le premier prototype date de 2007 (en Autriche). L'entreprise REM TEC a déployé plusieurs centrales équipées d'un système précis de rotation des panneaux solaires sur deux axes, en Italie et en Chine, avec aussi un système équivalent pour les serres agricoles.
En France, les sociétés Sun'Agri et Ombrea développent des systèmes mobiles selon un seul axe qui, selon elles, s'adaptent bien aux besoins des plantes. Sun'Agri propose un système de rotation des panneaux selon un axe est-ouest, avec pilotage infra-journalier par des algorithmes intègrant les modèles de croissance et de comportements hydriques des plantes, la prévisions météorologiques, et un logiciel d'optimisation du positionnement des panneaux. Ombrea propose un dispositif de panneaux orientés vers le sud, pouvant s'effacer via un système de glissières.
La société Artigianfer commercialise une serre photovoltaïque dont les modules solaires sont placés sur des ouvrants mobiles, pouvant ainsi suivre la course du Soleil selon un axe est-ouest. 
Une difficulté est de trouver un équilibre entre les deux types de production. Le pilotage fin des panneaux peut y contribuer, en adapter l'ombrage au besoin du moment des plantes, dont l'appréciation nécessite des compétences agronomiques adéquates. Les dispositifs expérimentaux sont généralement développés avec des centres de recherches. 

### Panneaux bifaciaux
Les panneaux photovoltaïques bifaciaux ont un prix approchant celui des panneaux monofaciaux (au début des années 2020). Ils produisent de 5 à 25 ou 30 % d'électricité en plus que des panneaux classiques  ; avec un rendement augmenté de 40 % en condition optimale de forte albédo (site enneigé ou sol clair). Utilisés verticalement ou obliquement, ils peuvent aussi être mobiles, pour - grâce à un tracker - suivre le soleil (solution rentable avec un rendement énergétique de 4 à 15 % selon le type de module et selon l’albédo du sol, avec une moyenne globale de 9 %. Cet avantage s’ajoute au gain d’énergie de 15 à 25 % déjà offert par le suivi à axe unique par rapport à l'inclinaison fixe classique). Dans tous les cas, l'emprise au sol est faible, mais les panneaux doivent être placés en hauteur pour bénéficier d'un bon réfléchissement, et solidement car ils ont une prise au vent importante ; en ligne unique ou multiples et alors en limitant les effets d'ombrages). Ils peuvent jouer un rôle d'ombrière plus ou moins verticale et être intégrés à l'agrivoltaïsme.
Depuis les années 2010, des tests sont faits en France où l'on attendait des gains moyens faibles (quelques pour cent). Ils comparent plusieurs technologies et configurations : sur friches industrielles, sols en béton ou en gravier, en milieu rural...). Ainsi, le producteur indépendant d'énergie Corsica Sole teste cette solution depuis 2022 dans les Vosges, en Meurthe-et-Moselle, dans le Loiret et dans les Landes, et d'autres tests, soutenus par la CRE, sont prévus en France, dans les Pyrénées-Orientales (à Thémis où la neige est fréquente), et dans les Hautes-Pyrénées (Lannemezan), en Haute-Garonne (Bessières) et dans le Morbihan (Gueltas) respectivement dans une ancienne carrière de craie, sur une friche, et sur un centre d'enfouissement technique). Le laboratoire Laborelec (dans un désert du Chili) a observé un gain de 10 %. 

La CNR va tester le bifacial en centrales linéaires le long de digues et voies de circulation (rail, route, voies cyclables) à Sablons et le long de la ViaRhôna et envisage ensuite des longueurs de 10 à 20 km (à partir de 2024), peut être avec une électricité exporté en courant continu selon un projet conduit avec le Super Grid Institute, via un réseau qui pourrait être partagé avec d'autres parcs (éolien, solaire) qui pourrait directement alimenter des bornes de recharge, des électrolyseurs…).

### Autres approches
La société Sundrop Farms (en) commercialise une centrale photovoltaïque à concentration associée à des cultures agricoles pour les zones désertiques. Les plantes sont cultivées hors-sol dans des serres. Les miroirs de la centrale chauffent de l'eau de mer. La vapeur d'eau est utilisée pour climatiser la serre, pour irriguer les plantes et pour alimenter la turbine qui génère de l'électricité. Une première centrale a été construite à Port Augusta, en Australie entre 2014 et 2016. En 2017, deux autres centrales ont été implantées à Odemira au Portugal et dans le Tennessee aux États-Unis.

## Intérêts et risques des systèmes agrivoltaïques

### Intérêts
À l'origine, l'association de panneaux solaires au-dessus de cultures agricoles avait pour but d'apporter une solution à la compétition pour l'utilisation des terres arables entre production agricole et production électrique photovoltaïque. Pour comparer la performance de l’association de deux productions différentes, le LER (Land Equivalent Ratio) est défini comme la surface relative nécessaire pour avoir la même production que leur association. Un LER supérieur à 1 indique que l’association est plus performante que les productions séparées sur deux surfaces distinctes. Par exemple, un LER de 1,3 signifie que, pour obtenir la même production sur deux surfaces distinctes, il faudrait 30 % de surface en plus. La cohabitation entre culture agricole et production d'énergie photovoltaïque permettrait d'obtenir un LER supérieur à 1 et donc d'améliorer la production totale sur la surface équipée.
Depuis quelques années, les développeurs de solutions agrivoltaïques mettent en avant d'autres bénéfices pour les agriculteurs apportés par ces systèmes et en particulier une protection contre les risques et dérèglements climatiques. Par exemple, les sociétés Ombrea et Sun'Agri présentent leurs produits comme des outils agricoles dont le but premier est de protéger les cultures et dont la production d'énergie photovoltaïque est un bénéfice secondaire.
- Protection contre les températures extrêmes (gel ou canicule) :
  - dans les serres avec ou sans régulation de température, avec ou sans blanchiment ;
  - en plein champ avec une réduction des amplitudes de température grâce à l'ombrage en cas de fortes chaleurs ou un effet de serre en cas de gel.
- Protection contre la grêle :
  - dans les serres fermées avec un toit ;
  - en plein champ avec des systèmes d'accroche ou le déploiement de filets de protection automatiques intégrés à la structure.
- Réduction de la consommation en eau par une réduction de l'évapotranspiration des plantes grâce à l'ombrage des cultures.
- Augmentation des rendements agricoles.

Les bénéfices réels de ces systèmes ne sont cependant pas encore complètement validés principalement par manque d'études à long terme sur des surfaces représentatives. Les développeurs de systèmes agrivoltaïques réalisent peu d'études sur les performances agronomiques de leurs produits ou ne les communiquent pas. Des études par des organismes indépendants ont été menées principalement sur des serres photovoltaïques. En France, des études sur des serres photovoltaïques réalisées par l'APREL sont disponibles sur leur site internet. Pour les installations en plein champ, des expérimentations ont été réalisées sur de petites surfaces mais les effets de bord sont trop importants pour que les résultats soient complètement fiables. 

### Risques
Le principal risque de tels dispositifs concerne le manque de luminosité pour les plantes et une baisse de la production agricole. Les serres photovoltaïques ont créé une vive polémique dans le monde agricole. Selon les itinéraires techniques ou le type de culture, les rendements agricoles sous les serres photovoltaïques peuvent être fortement réduits,. Ainsi, les cultures dans des serres agricoles photovoltaïques nécessitent une adaptation des pratiques culturales et les fabricants essaient d'adapter ces outils aux besoins des agriculteurs. Certaines serres photovoltaïques sont également soupçonnées de n'être que des prétextes pour installer des centrales solaires sur les terres agricoles,. Au Japon, pour avoir l'autorisation d'exploiter des panneaux solaires au-dessus des cultures, la législation japonaise impose que les agriculteurs maintiennent une production agricole supérieure à 80 % de la production agricole avant l'installation des panneaux. 
Des dispositifs ombragés peuvent également induire une augmentation de l'humidité et un risque accru de maladies ou le développement de parasites. Le vent peut également présenter un risque de chute pour des systèmes en plein champ avec des panneaux solaires surélevés à plusieurs mètres au-dessus du sol.
Lors de la conception et de la construction d’une installation agrivoltaïque, il faut tenir compte de l'activité agricole envisagée et de ses exigences. Le tassement du sol et la modification des circulations d’eau peuvent dégrader la qualité du terrain pour l’agriculture. La disposition des panneaux solaires doit tenir compte de la taille, de la largeur, de la portée et du rayon de braquage des machines agricoles utilisées pour l’entretien des cultures. La sécurisation et la protection des câbles extérieurs, ainsi que la profondeur pour les câbles enterrés, doivent être prises en considération avec la présence de personnel, de machines agricoles ou du bétail.
Les panneaux solaires, ici généralement installés à quelques mètres du sol, sont souvent très visibles dans le paysage. Cet impact visuel, et parfois l'impact environnemental d'un défrichement ou d'un terrassement prélalable trop artificialisant du site sont évoqué par les opposants aux systèmes agrivoltaïques. L'effet visuel local peut parfois être atténué par la plantation de buissons, et ou par une végétation rase sur talus autour du site, mais il est souvent inévitable vu de des hauteurs périphériques si elles existent. Par contre Jordanie Macknick et ses collègues du National Renewable Energy Laboratory (NREL), dans un rapport technique publié en 2013 ont prouvé que sur un site préalablement non boisé, déjà cultivé, ou à végétation basse, un projet agrivoltaïque ne nécessite nullement de supprimer la végétation déjà présente (culture ou flore sauvage et indigène), comme le montrent des exemples existants réussis, avec même des avantages potentiels (cobénéfices) de la co-localisation de projets solaires et agroenvironnementaux.
Dans le cas de structures pérennes ou pour des engagements sur de longues périodes (supérieures à cinq ans), la solidité financière de l'entreprise photovoltaïque peut être un risque pour l'agriculteur si l'industriel photovoltaïque s'est engagé à démonter la structure après une période de production, s'il doit opérer le fonctionnement de panneaux solaires mobiles ou s'il est chargé de la maintenance. En effet, si l'industriel photovoltaïque n'est plus capable d'honorer ses engagements, l'agriculteur peut se retrouver avec une partie de ses terrains immobilisée avec un système qui ne lui apporte plus de bénéfice voire qui nuit à sa production agricole ou à la valeur de son exploitation.
En France, surveillées de près par les chambres d'agricultures et les préfectures,, les entreprises dans le domaine de l'agrivoltaïque s'engagent peu à peu à garantir les rendements agricoles sous dispositifs agrivoltaïques et à fournir un soutien aux agriculteurs pour adapter leurs pratiques culturales. Pour l’appel d’offres sur les technologies solaires innovantes, le cahier des charges de la famille « agrivoltaïque » impose la présence d'une zone agricole témoin et un suivi par un organisme indépendant pour évaluer les conséquences des dispositifs agrivoltaïques sur la production agricole.

## Cultures concernées

### Riziculture
Au Japon, les premières expérimentations de systèmes agrivoltaïques sur des rizières sont menées depuis 2004. En Italie, une récolte de riz a été effectuée pour la première fois en 2017 sur une dizaine d'hectares à Monticelli d'Ongina sur le site de REM Tec.

### Maraîchage
Les premières expérimentations de systèmes agrivoltaïques pour les cultures maraîchères sont menées au Japon depuis 2004.
Dès 2009, la société Sun'Agri, l'INRA et l'IRSTEA ont caractérisé l'effet d'ombrage sur plusieurs espèces maraîchères au domaine expérimental Lavalette, plus particulièrement sur de la laitue,. Plusieurs articles ont été publiés dans des revues scientifiques depuis 2009. Trois thèses ont également été soutenues sur le sujet. 

### Viticulture
La première centrale agrivoltaïque sur des vignes a été installée dans le sud de l'Italie en 2009. Le système couvre 1 000 mètres carrés de vignoble pour une production électrique de 50 kWc. En 2011, un autre dispositif a été installé dans le nord de l'Italie.
Des expérimentations ont été menées à Turpan en Chine en 2016. Les premiers résultats ont été concluants et les entreprises chinoises ont reçu l'autorisation de déployer des systèmes similaires dans tout le pays. Au Japon, plusieurs centrales agrivoltaïques sur des vignes ont été construites en 2017 et 2018. En 2017, la première étude publiée sur l'application de l'agrivoltaïque à la viticulture a été menée par l'Université technologique du Michigan aux États-Unis. Cette étude concerne des vignobles en Inde. En France, les premières vendanges sous dispositif agrivoltaïque ont été réalisées à Rians en septembre 2019. Il s'agit d'un dispositif agrivoltaïque dynamique développé par la société Ombrea. Par ailleurs, la société Sun'Agri travaille depuis quelque temps avec l'INRA dans le but d'étudier les effets d'ombrage sur la phénologie de la vigne. Début 2018, leur premier projet agrivoltaïque viticole a été construit dans les Pyrénées-Orientales.
Les systèmes agrivoltaïques installés sur des vignes sont parfois appelés centrales vitivoltaïques ou vitivoltaïsme.

### Arboriculture
Les premières études pour l’arboriculture ont été menées par l'Université de Aarhus au Danemark depuis 2014. Des expérimentations ont lieu au Japon sur des figuiers depuis 2014. La société Akuo Energy expérimente également un verger d'abricotiers conduit en agriculture biologique sous ombrières photovoltaïques. La société Sun'Agri a mis en place un système agrivoltaïque dynamique à la station d'expérimentations de La Pugère sur des pommiers.

### Champignons
Le Japon a commencé à exploiter des champignonnières protégées par des panneaux solaires en 2017.

### Huiles essentielles
En 2009, la société Akuo Energy a construit la centrale agrivoltaïque en plein champ de Pierrefonds qui permet la production simultanée d'environ 3 200 MWh d'électricité et de 80 kg d'huile essentielle par an. Sur environ 2 ha de culture, la moitié est consacrée à la production d'huile essentielle de géranium rosat, l'autre moitié à la culture de la citronnelle, vétiver, ayapana, aloe vera[réf. souhaitée]…

### Horticulture
En 2011, la société Akuo energy a installé une serre photovoltaïque anticyclonique de 1 MWc abritant des cultures horticoles (lys et orchidées) sur la commune du Tampon,.
La start-up Ombrea a lancé une étude sur la pivoine en partenariat avec le Scradh d'Hyères en novembre 2017. Il s'agit d'un dispositif dynamique en plein champ.

### Baies
Il est possible de trouver des cultures de baies sous des centrales agrivoltaïques au Japon. Par exemple, des champs d'airelles ont été équipés d'un dispositif agrivoltaïque en 2014 dans une zone montagneuse de la préfecture de Shizuoka. Ces champs ont la particularité d'être en pente. Les premières récoltes semblent indiquer qu'il n'y a pas de modification de la production ou de la qualité. Des cultures d'airelles en hydroponie sous dispositif agrivoltaïque sont également expérimentées dans la préfecture de Saitama depuis 2017.

### Crevettes
Fraunhofer ISE a déployé un système pilote dans une ferme de crevettes située à Bac Liêu dans le delta du Mékong en 2017.

### Guide technique
- « Application des dispositions réglementaires relatives aux installations agrivoltaïques et photovoltaïques au sol dans les espaces naturels, agricoles et forestiers », sur info.agriculture.gouv.fr (consulté le 25 février 2025)